# Todd Bertuzzi
Todd Bertuzzi (* 2. února 1975, Sudbury, Kanada) je bývalý kanadský profesionální hokejista. V roce 2006 reprezentoval Kanadu na zimních olympijských hrách.

## Hráčská kariéra
Vyrůstal v městečku Sudbury v kanadské provincii Ontario a hrál za místní juniorský tým. V letech 1990–91 už hrál jako junior za A tým Sudbury Capitals.
V následující sezoně byl Bertuzzi vybrán v prvním kole klubem Guelph Storm, aby si zahrál Ontario Hockey League. Jeho kariéra v této soutěži začala v sezoně 1991–92, kdy získal 21 bodů ve 42 zápasech. Poté, co se v ročníku 1992–93 zlepšil na 58 bodů v 60 utkáních, draftoval ho tým New York Islanders jako 23. v pořadí.
Centrální úřad skautingu NHL nazval Bertuzziho fyzicky silným hráčem, který má skvělou orientaci kolem branky a dobře bruslí.
Po svém draftu do NHL se ale musel v srpnu 1993 podrobit operaci naštípnutého loktu, a nemohl se tak připojit v září do kempu Islanders. Musel se tak vrátit zpátky do OHL. V další sezoně si opět vylepšil statistiky, když v 61 zápasech nastřílel 28 gólů a na 82 přihrál. V roce 1994 to opět zkoušel v kempu New York Islanders, ale když v žádném ze tří přípravných zápasů ani jednou neskóroval, byl vrácen opět do OHL. V ročníku 1994–95 se v dresu Guelphu dostal až na 119 bodů, což byl 6. nejvyšší počet soutěž. Ve 14 zápasech playoff pak přidal dalších 33 bodů, ve finále pak jeho tým prohrál s Detroitem Junior Red Wings.

### New York Islanders (1995–98)
Dva roky po svém draftu se Bertuzzi stále nemohl s Islanders dohodnout na smlouvě. Pokud by býval nepodepsal smlouvu do 7. července 1995, byl by opět volný k novému draftu. Jenže těsně před vypršením daného ultimáta podepsali Islanders s Bertuzzim čtyřletou smlouvu za 4,6 milionu dolarů.
Po úspěšném kempu v září 1995, kde ho hlavní kouč Mike Milbury označil za nejlepšího útočníka, si odbyl premiéru v NHL v sezoně 1995–96. První gól od něho dostal brankář Bostonu Bruins Blaine Lacher 7. října 1995. Začátek sezony odehrál v prvním útoku spolu se Žigmundem Pálffym a Travisem Greenem. Nastřádal jako nováček během 76 utkání 18 gólů a 21 asistencí.
V následujícím ročníku se ale potýkal s formou a Islanders ho poslali na farmu do International Hockey League. Tady odehrál za Utah Grizzlies 13 zápasů.
Asi ve třetí čtvrtině sezony 1997–98 byl vyměněn spolu s Bryanem McCabem za Trevora Lindena do Vancouver Canucks. Přitom Bertuzzi i McCabe byli po jejich draftu v roce 1993 považováni za newyorské hráče budoucnosti.

### Vancouver Canucks (1998–2006)
Bertuzzi začal hned po uskutečnění výměny hrát v novém týmu a dokončil sezonu se ziskem 15 bodů během 22 zápasů. Příští sezonu začal v dresu Canucks hrát v první formaci, ale v listopadu si nejprve zlomil bérec a další zranění ho dostihlo na konci ligového ročníku. Odehrál tak pouze 32 zápasů.
Když se ale pak v sezoně 1999–00 vrátil na led, patřil mezi nejlepší hráče týmu, a nastřílel dokonce 25 gólů. Lepší už byl s 27 trefami jen Marcus Näslund. Bertuzzi byl také v roce 2000 vyhlášen nejlepším hráčem týmu Vancouver Canucks (toto ocenění získal později ještě třikrát).
V říjnu 2001 dostal zákaz na 10 zápasů poté, co se jako hráč z lavičky zapojil do bitky. Po návratu z trestu nastupoval v jedné formaci s Markusem Näslundem a Brendanem Morrisonem a byli všeobecně považováni za nejefektivnější útok v NHL. Přezdívalo se jim dokonce West Coast Express (podle místní vlakové dopravy).
3. ledna 2002 začal Bertuzzi rekordní 15zápasovou šňůru, kdy zaznamenal alespoň bod. Skončila až na konci února se 7 góly a 12 přihrávkami. Přestože přišel kvůli zákazu o 10 zápasů skončil nakonec s 85 kanadskými body a byl na třetím místě v žebříčku. Předním byl jen spoluhráč Marcus Näslund a Jarome Iginla. Jeho průměr 1,18 bodu na zápas se zařadil na druhé místo za Maria Lemieuxe, který ale hrál jen 24 zápasů oproti 72 utkáním Bertuzziho.
Následující sezonu 2002–03 ještě vylepšil své statistiky, když vstřelil 46 branek a na 51 přihrál. Právě proto se objevil v NHL All-Star Game a byl přiřazen i do NHL First All-Star Team.
Po takto skvělé sezoně podepsal Bertuzzi s Canucks čtyřletou smlouvu za 27,8 milionu dolarů a stal se tak nejlépe placeným hráčem v historii Vancouveru.
Možná nejzásadnější okamžik jeho kariéry ale přišel v ročníku 2003–04. 8. března 2004 Bertuzzi oplácel Stevenu Mooreovi z Colorada Avalanche hit z předchozího společného utkání, při kterém utrpěl zranění Markus Näslund, udeřil ho zezadu pěstí do hlavy a následně ho ještě zalehl, když oba padali na led. Moore utrpěl otřes mozku a zlomeninu dvou obratlů. Po tomto zranění musel ukončit hráčskou kariéru.
Bertuzzimu byla okamžitě zastavená činnost a byl soudně stíhán za ublížení na zdraví. V probíhající sezoně už nenastoupil a nezahrál si ani v té následující. U soudu nakonec přiznal vinu a soud mu udělil jen podmínečný trest.
Bertuzzi se tak do NHL vrátil až v ročníku 2005–2006 a získal 71 kanadských bodů. Přesto bylo jasné, že dopad incidentu se Stevenem Moorem na jeho psychiku přetrvává. Během zápasů byl často vypískáván fanoušky z celé NHL.

### Po odchodu z Canucks (2006 – současnost)
Vedení Canucks i sám Bertuzzi věděli, že kanadský útočník potřebuje změnu a to nejlépe přestupem do jiného klubu. V létě 2006 tak byl vyměněn spolu s brankářem Alexem Auldem a obráncem Bryanem Allenem za Roberta Luonga, Lukáše Krajíčka a nováčka z draftu Sergeie Shirokova do Floridy Panthers.
Během sedmi celých sezon v dresu Canucks získal 449 kanadských bodů a zařadil se tak do první desítky historické tabulky hráčů tohoto klubu.
Za Floridu Bertuzzi poprvé skóroval 6. října 2006 proti Bostonu, zároveň byl ale i jeho posledním. V novém klubu odehrál kvůli zranění totiž pouze 7 zápasů. Ještě před koncem sezony byl poslán do Detroitu Red Wings, který bojoval v playoff. Detroit se nakonec dostal až do finále Západní konference, kde podlehl po šesti zápasech týmu Anaheim Ducks.

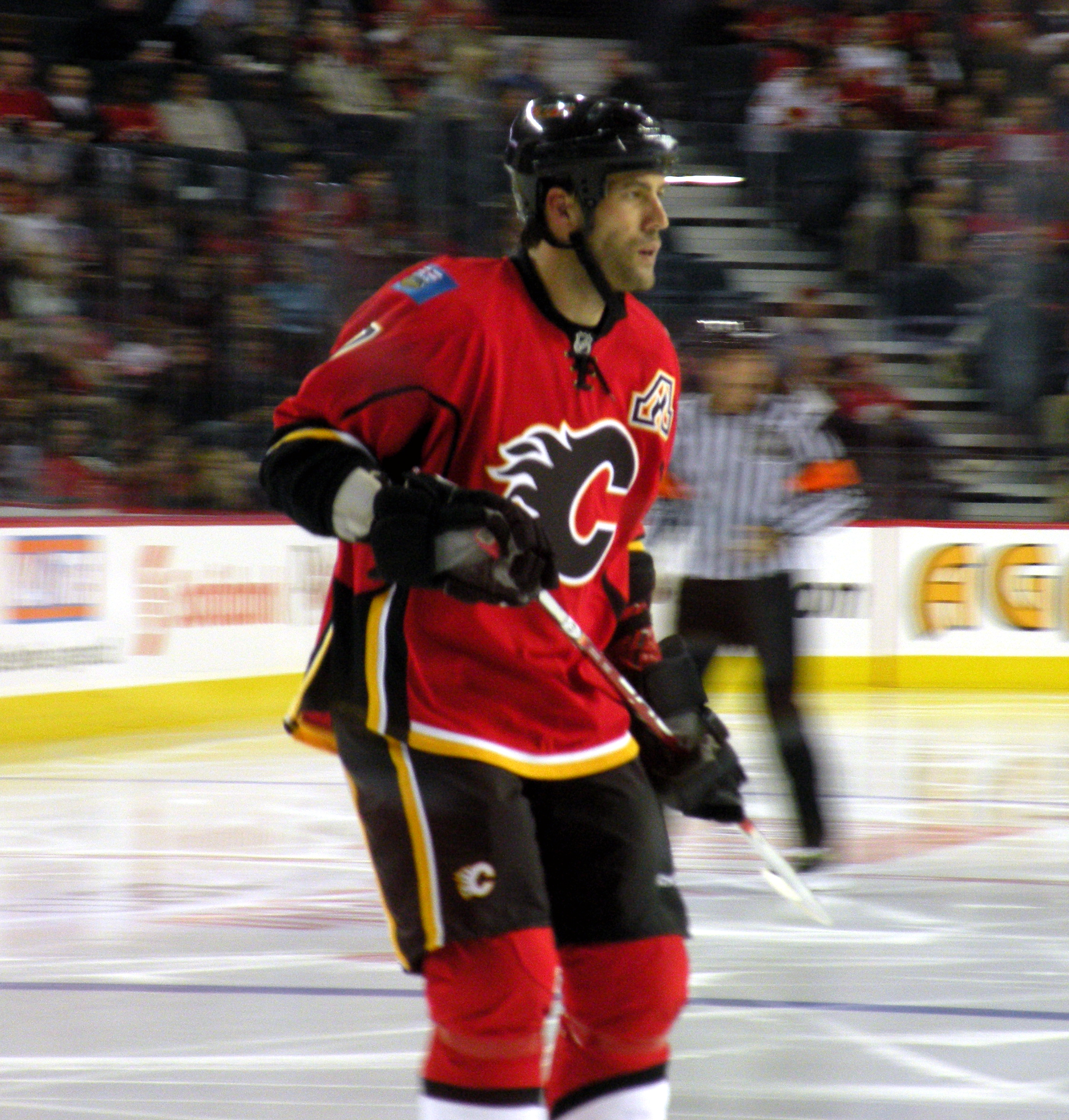
Bertuzzi v dresu Calgary Flames v roce 2008

A právě s Ducks podepsal Bertuzzi 2. července 2007 smlouvu za 8 milionů dolarů. Opět se tu ale dlouho neohřál a se ziskem 40 bodů odehrál jen jednu sezonu. Hned 7. července 2008 podepsal jednoroční kontrakt za 1,95 milionu dolarů s Calgary Flames. Před ročníkem 2008–09 přešel od čísla 4 k číslu 7 na počest svého idolu Phila Esposita. Číslo 44, které oblékal Bertuzzi v New Yorku, Vancouveru, Detroitu a číslo 4, které měl v Anaheimu, už v Calgary nosil Rhett Warrener a Jim Vandermeer. Svůj první gól dal Bertuzzi Vancouveru Canucks 12. října 2008. Přestože v této sezoně utrpěl zranění kolene a musel se podrobit artroskopické operaci, měl nakonec na svém kontě 44 kanadských bodů za 66 utkání.
18. srpna 2009 Bertuzzi znovu podepsal jednoroční smlouvu s Detroitem Red Wings. Poté, co odehrál sezonu s 18 góly a 26 přihrávkami, podepsal znovu, tentokrát na dva roky za 3,875 milionu dolarů.

## Reprezentační kariéra
Bertuzzi debutoval v dresu Kanady na mistrovství světa v roce 1998 ve Švýcarsku. Během 6 zápasů zaznamenal 3 body, ale tým nakonec vypadl ve čtvrtfinále a skončil nakonec až šestý. O dva roky později se Bertuzzi zúčastnil dalšího šampionátu v Rusku. Tam byl o poznání produktivnější, když v devíti utkáních získal 9 bodů a byl nejlepší z kanadských hráčů a čtvrtý celkově na turnaji. Ale ani tady nedosáhl na medaili, protože Kanada prohrála s Finskem v boji o bronz. Zároveň se stal držitelem největšího počtu trestných minut (63) ze všech hráčů Kanady na MS od roku 1977.
Bertuzzi se podíval i na olympijské hry v Lední hokej na Turíně 2006. Jeho zařazení do týmu ale vyvolalo velkou diskuzi vzhledem k jeho nešťastné události se Stevem Moorem.
V šesti zápasech zaznamenal 3 asistence a jeden plusový bod. Kanada v Turíně neobhájila zlato z Lední hokej na OH 2002 a podlehla ve čtvrtfinále Rusku a skončila až sedmá.

## Ocenění a úspěchy
- 1995 OHL – Druhý All-Star Tým
- 1995 OHL – Nejlepší střelec v playoff
- 2000 MS – Nejtrestanější hráč
- 2003 NHL – All-Star Game
- 2003 NHL – All-Star Tým
- 2004 NHL – All-Star Game

## Prvenství
- Debut v NHL – 7. října 1995 (Boston Bruins proti New York Islanders)
- První gól v NHL – 7. října 1995 (Boston Bruins proti New York Islanders, kanadskému brankáři Blaine Lacher)
- První asistence v NHL – 7. října 1995 (Boston Bruins proti New York Islanders)
- První hattrick v NHL – 30. prosince 2000 (San Jose Sharks proti Vancouver Canucks)

## Klubová statistika
| Sezóna       | Klub                | Soutěž       |       | Základní část | Základní část | Základní část | Základní část | Základní část |    | Play off | Play off | Play off | Play off | Play off |
| Sezóna       | Klub                | Soutěž       | Z     | G             | A             | B             | TM            | Z             | G  | A        | B        | TM       |          |          |
| 1990/1991    | Sudbury Wolf Cubs   | OMHA         | 42    | 7             | 14            | 21            | 145           | 28            | 19 | 26       | 45       | 77       |          |          |
| 1990/1991    | Sudbury             | NOJHA        | 48    | 25            | 46            | 71            | 247           | —             | —  | —        | —        | —        |          |          |
| 1991/1992    | Guelph Storm        | OHL          | 42    | 7             | 14            | 21            | 145           | —             | —  | —        | —        | —        |          |          |
| 1992/1993    | Guelph Storm        | OHL          | 60    | 27            | 31            | 58            | 168           | 5             | 2  | 2        | 4        | 6        |          |          |
| 1993/1994    | Guelph Storm        | OHL          | 61    | 28            | 54            | 82            | 165           | 9             | 2  | 6        | 8        | 30       |          |          |
| 1994/1995    | Guelph Storm        | OHL          | 62    | 54            | 65            | 119           | 58            | 14            | 15 | 18       | 33       | 41       |          |          |
| 1995/1996    | New York Islanders  | NHL          | 76    | 18            | 21            | 39            | 83            | —             | —  | —        | —        | —        |          |          |
| 1996/1997    | Utah Grizzlies      | IHL          | 13    | 5             | 5             | 10            | 16            | —             | —  | —        | —        | —        |          |          |
| 1996/1997    | New York Islanders  | NHL          | 64    | 10            | 13            | 23            | 68            | —             | —  | —        | —        | —        |          |          |
| 1997/1998    | New York Islanders  | NHL          | 52    | 7             | 11            | 18            | 58            | —             | —  | —        | —        | —        |          |          |
| 1997/1998    | Vancouver Canucks   | NHL          | 22    | 6             | 9             | 15            | 63            | —             | —  | —        | —        | —        |          |          |
| 1998/1999    | Vancouver Canucks   | NHL          | 32    | 8             | 8             | 16            | 44            | —             | —  | —        | —        | —        |          |          |
| 1999/2000    | Vancouver Canucks   | NHL          | 80    | 25            | 25            | 50            | 126           | —             | —  | —        | —        | —        |          |          |
| 2000/2001    | Vancouver Canucks   | NHL          | 79    | 25            | 30            | 55            | 93            | 4             | 2  | 2        | 4        | 8        |          |          |
| 2001/2002    | Vancouver Canucks   | NHL          | 72    | 36            | 49            | 85            | 110           | 6             | 2  | 2        | 4        | 14       |          |          |
| 2002/2003    | Vancouver Canucks   | NHL          | 82    | 46            | 51            | 97            | 144           | 14            | 2  | 4        | 6        | 60       |          |          |
| 2003/2004    | Vancouver Canucks   | NHL          | 69    | 17            | 43            | 60            | 122           | —             | —  | —        | —        | —        |          |          |
| 2005/2006    | Vancouver Canucks   | NHL          | 82    | 25            | 46            | 71            | 120           | —             | —  | —        | —        | —        |          |          |
| 2006/2007    | Florida Panthers    | NHL          | 7     | 1             | 6             | 7             | 13            | —             | —  | —        | —        | —        |          |          |
| 2006/2007    | Detroit Red Wings   | NHL          | 8     | 2             | 2             | 4             | 6             | 16            | 3  | 4        | 7        | 15       |          |          |
| 2007/2008    | Anaheim Ducks       | NHL          | 68    | 14            | 26            | 40            | 97            | 6             | 0  | 2        | 2        | 14       |          |          |
| 2008/2009    | Calgary Flames      | NHL          | 66    | 15            | 29            | 44            | 74            | 6             | 1  | 1        | 2        | 8        |          |          |
| 2009/2010    | Detroit Red Wings   | NHL          | 82    | 18            | 26            | 44            | 80            | 12            | 2  | 9        | 11       | 12       |          |          |
| 2010/2011    | Detroit Red Wings   | NHL          | 81    | 16            | 29            | 45            | 71            | 11            | 2  | 4        | 6        | 15       |          |          |
| 2011/2012    | Detroit Red Wings   | NHL          | 71    | 14            | 24            | 38            | 64            | 5             | 0  | 0        | 0        | 9        |          |          |
| 2012/2013    | Detroit Red Wings   | NHL          | 7     | 2             | 1             | 3             | 2             | 6             | 0  | 0        | 0        | 2        |          |          |
| 2013/2014    | Detroit Red Wings   | NHL          | 59    | 9             | 7             | 16            | 40            | 1             | 0  | 0        | 0        | 2        |          |          |
| 2014/2015    | Binghamton Senators | AHL          | 2     | 0             | 0             | 0             | 0             | —             | —  | —        | —        | —        |          |          |
| Celkem v NHL | Celkem v NHL        | Celkem v NHL | 1,159 | 314           | 456           | 770           | 1,478         | 87            | 14 | 28       | 42       | 159      |          |          |
| Celkem v OHL | Celkem v OHL        | Celkem v OHL | 229   | 116           | 165           | 281           | 532           | 28            | 19 | 26       | 45       | 77       |          |          |

## Reprezentace
| Rok         | Tým         | Soutěž      | Z  | G | A | B  | TM |
| ----------- | ----------- | ----------- | -- | - | - | -- | -- |
| 1998        | Kanada      | MS          | 6  | 1 | 2 | 3  | 16 |
| 2000        | Kanada      | MS          | 9  | 5 | 4 | 9  | 47 |
| 2006        | Kanada      | OH          | 6  | 0 | 3 | 3  | 6  |
| Celkem v MS | Celkem v MS | Celkem v MS | 15 | 6 | 6 | 12 | 63 |